# Bậc tự do (cơ học)
Trọng Vật lí, bậc tự do của cơ hệ là số thông số xác định hình thể của nó. Nó là số thông số xác định trạng thái của một hệ vật chất và quan trọng trong việc phân tích hệ vật thể trong cơ khí, kĩ thuật hàng không, Robot học và kĩ thuật cấu trúc.
Vị trí của một toa xe (động cơ) chuyển động dọc theo đường ray có 1 bậc tự do vì vị trí của toa xe được xác định bằng khoảng cách dọc đường ray. một tàu hỏa với toa cứng được nối bằng bản lề với động cơ vẫn chỉ có một bậc tự do vì vị trí của các toa đằng sau động cơ được giữ nguyên bởi hình dạng của đường ray.
Một ô tô với sự treo rít cao có thể coi là một vật rắn chuyển động trên một mặt phẳng. Vật này có ba bậc tự do bao gồm 2 thành phần tịnh tiến và 1 góc quay. Sự trượt và sự kéo theo là một ví dụ tốt của một ô tô với 3 bậc tự do.
Vị trí và sự định hướng của một vật rắn trong không gian được xác định bởi ba thành phần tịnh tiến và ba thành phần quay, có nghĩa là nó có 6 bậc tự do.

## Các chuyển động và các chiều
Vị trí của một vật rắn n chiều được xác định bởi Biến đổi vật rắn, [T] = [A, d],, trong đó d là một tịnh tiến n chiều và A là một ma trận quay n x n, có n bậc tự do tịnh tiến và n(n - 1)/2 bậc tự do quay. Số bậc tự do quay xuất phát từ chiều của nhóm quay Nhóm trực giao.
Một vật không rắn hay một vật thể bị biến dạng có thể được nghĩ đến như một tập hợp bởi nhiều hạt nhỏ (một lượng vô hạn bậc tự do), đó thường xấp xỉ một hệ thống có số bậc tự do hữu hạn. Khi chuyển động bao gồm các sự dời chỗ lớn là mục tiêu nghiên cứu chính, (VD: để phân tích chuyển động của vệ tinh), một vật thể bị biến dạng có thể xấp xỉ một vật rắn (thậm chí một chất điểm) để đơn giản hóa sự phận tích.
Bậc tự do của cơ hệ có thể được xem như số ít nhất các hệ tọa độ cần để chỉ rõ một hình thể. Áp dụng định nghĩa này, ta có:
1. Với một chất điểm cô lập chuyển động trên một mặt phẳng: 2 tọa độ xác định vị trí của nó nên nó có 2 bậc tự do.
2. Một chất điểm trong không gian: 3 tọa độ xác định vị trí nên nó có 3 bậc tự do.
3. Hai chất điểm trong không gian có tổng cộng 6 bậc tự do.
4. Nếu hai chất điểm trong không gian bị cưỡng bức để có một khoảng cách không đổi đến nhau, như trong trường hợp một phân tử lưỡng nguyên tử, do đó